# Сацхенет
Сацхенет (осет. Сацхенет, груз. საცხენეთი — Сацхенети) — село в Закавказье, расположено в Цхинвальском районе Южной Осетии, фактически контролирующей село; согласно юрисдикции Грузии — в Горийском муниципалитете.

## География
Село располагается к северо-востоку от осетинского села Дменис на реке Малая Лиахва между грузинонаселёнными (до августа 2008 года) сёлами Белот и Уанат в 17 км от Цхинвала.

## Население
По переписи 1989 года в селе жило 272 человека, в том числе грузины составили 242 человека (89 %), осетины — 30 человек (11 %). В период грузинского контроля над селом в 1992-2008 гг. основная доля в населении сохранилась за грузинами. По переписи 2002 года (проведённой властями Грузии, контролировавшей часть Цхинвальского района на момент проведения переписи) в селе жило 229 человек, в том числе грузины составили 88 % от всего населения.

## История
В период южноосетинского конфликта в 1992-2008 гг. село находилось в зоне контроля Грузии. После войны в августе 2008 года село перешло под контроль РЮО.

## Топографические карты
- Лист карты K-38-65 Ленингори. Масштаб: 1 : 100 000. Издание 1979 г.